# Рейнольдс (Північна Дакота)
Рейнольдс (англ. Reynolds) — місто (англ. city) в США, в округах Трейлл і Гранд-Форкс штату Північна Дакота. Населення — 277 осіб (2020).

## Географія
Рейнольдс розташований за координатами 47°40′12″ пн. ш. 97°6′32″ зх. д. / 47.67000° пн. ш. 97.10889° зх. д. (47.670115, -97.108884).  За даними Бюро перепису населення США в 2010 році місто мало площу 1,74 км², уся площа — суходіл. В 2017 році площа становила 2,02 км², уся площа — суходіл.

## Демографія
Згідно з переписом 2010 року, у місті мешкала 301 особа в 125 домогосподарствах у складі 88 родин. Густота населення становила 173 особи/км².  Було 127 помешкань (73/км²).
Расовий склад населення:
| - 97,7 % — білих - 1,0 % — корінних американців - 0,7 % — чорних або афроамериканців - 0,7 % — азіатів |

До двох чи більше рас належало 0,0 %. Частка іспаномовних становила 2,3 % від усіх жителів.
За віковим діапазоном населення розподілялося таким чином: 24,6 % — особи молодші 18 років, 64,4 % — особи у віці 18—64 років, 11,0 % — особи у віці 65 років та старші. Медіана віку мешканця становила 41,1 року. На 100 осіб жіночої статі у місті припадало 95,5 чоловіків;  на 100 жінок у віці від 18 років та старших — 106,4 чоловіків також старших 18 років.
Середній дохід на одне домашнє господарство  становив 64 878 доларів США (медіана — 52 188), а середній дохід на одну сім'ю — 77 760 доларів (медіана — 68 750). За межею бідності перебувало 16,0 % осіб, у тому числі 33,3 % дітей у віці до 18 років та 13,2 % осіб у віці 65 років та старших.
Цивільне працевлаштоване населення становило 178 осіб. Основні галузі зайнятості: освіта, охорона здоров'я та соціальна допомога — 31,5 %, мистецтво, розваги та відпочинок — 9,6 %, виробництво — 9,0 %.